# Trnava (Međimurje)
Die Trnava (voller Name Trnava Murska) ist ein etwa 46,9 km langer Fluss in der Gespanschaft Međimurje in Nordkroatien. Sie ist ein rechter und westlicher Nebenfluss der Mur, und zwar der letzte größere Zufluss vor deren Mündung in die Drau.
Die Quelle der Trnava befindet sich unweit des Dorfes Vukanovec in der Gemeinde Gornji Mihaljevec im hügeligen nordwestlichen Teil der Gespanschaft. Nach einigen Kilometern fließt sie weiter in östlicher Richtung durch das westliche Randgebiet der Pannonischen Tiefebene, durchquert ein paar Gemeinden, bzw. Dörfer (Macinec, Nedelišće, Pribislavec, Štefanec, Mala Subotica, Palovec, Držimurec, Domašinec, Donji Kraljevec, Turčišće) sowie die Stadt Čakovec und mündet schließlich bei Goričan auf 140 m Höhe in die Mur.
Auf ihrem Lauf nimmt sie viele Bäche auf (meistens linke Nebenflüsse), unter anderen Dragoslavec, Goričica, Pleškovec, Knezovec, Hrebec, Brezje, Boščak, Murščak, Korenatica, Kopenec und Sratka. Einige von ihnen, sowie die Trnava selbst, sind teilweise reguliert, bzw. kanalisiert. Damit und zusammen mit mehreren Hochwasserrückhaltebecken wird ein Hochwasserschutz erreicht.
Das Einzugsgebiet der Trnava umfasst ungefähr 250 km², was etwa 34 % der Gesamtfläche der Gespanschaft beträgt. Der Fluss ist nicht schiffbar.

## Fotos

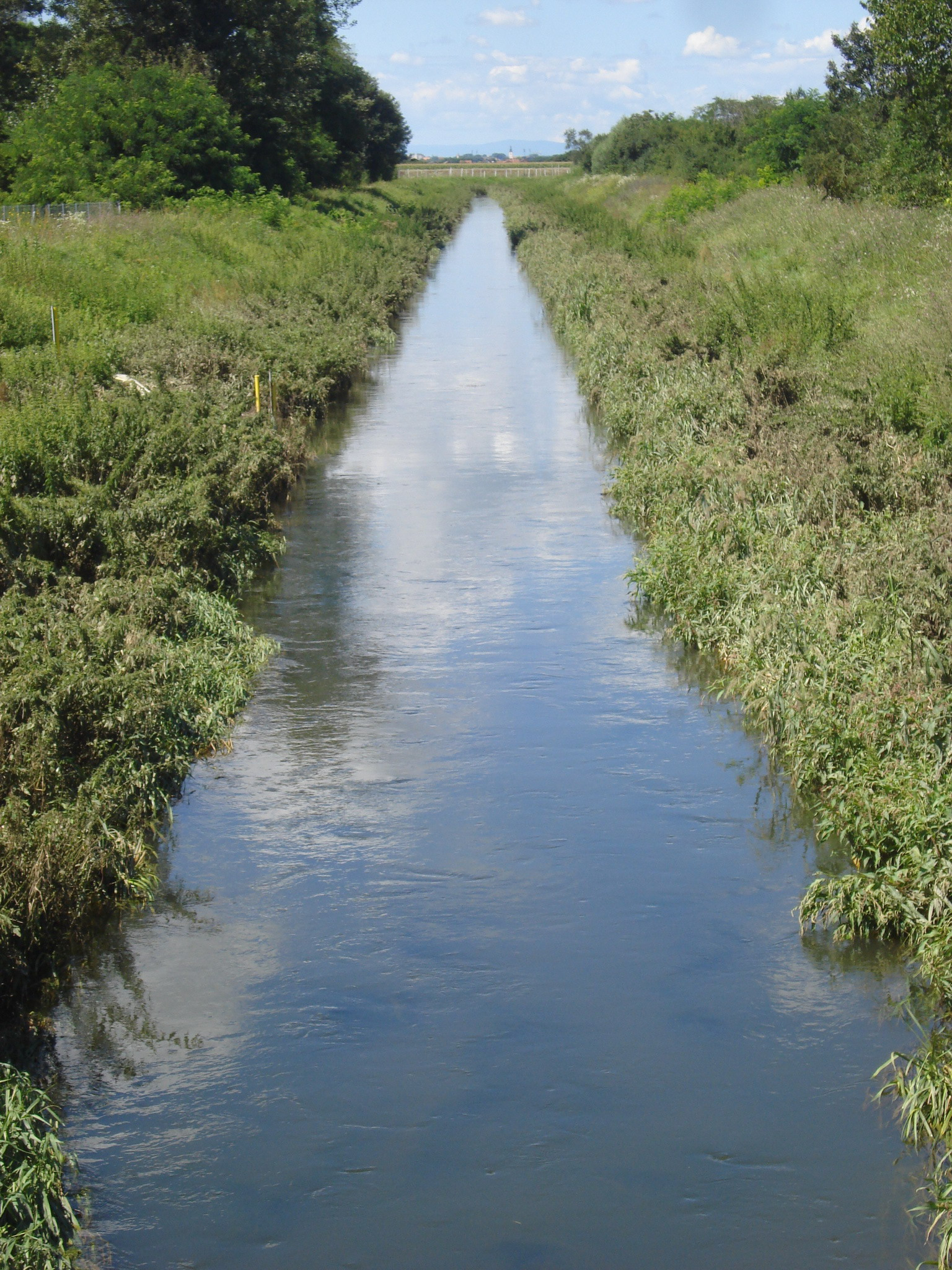
Trnava bei Mala Subotica
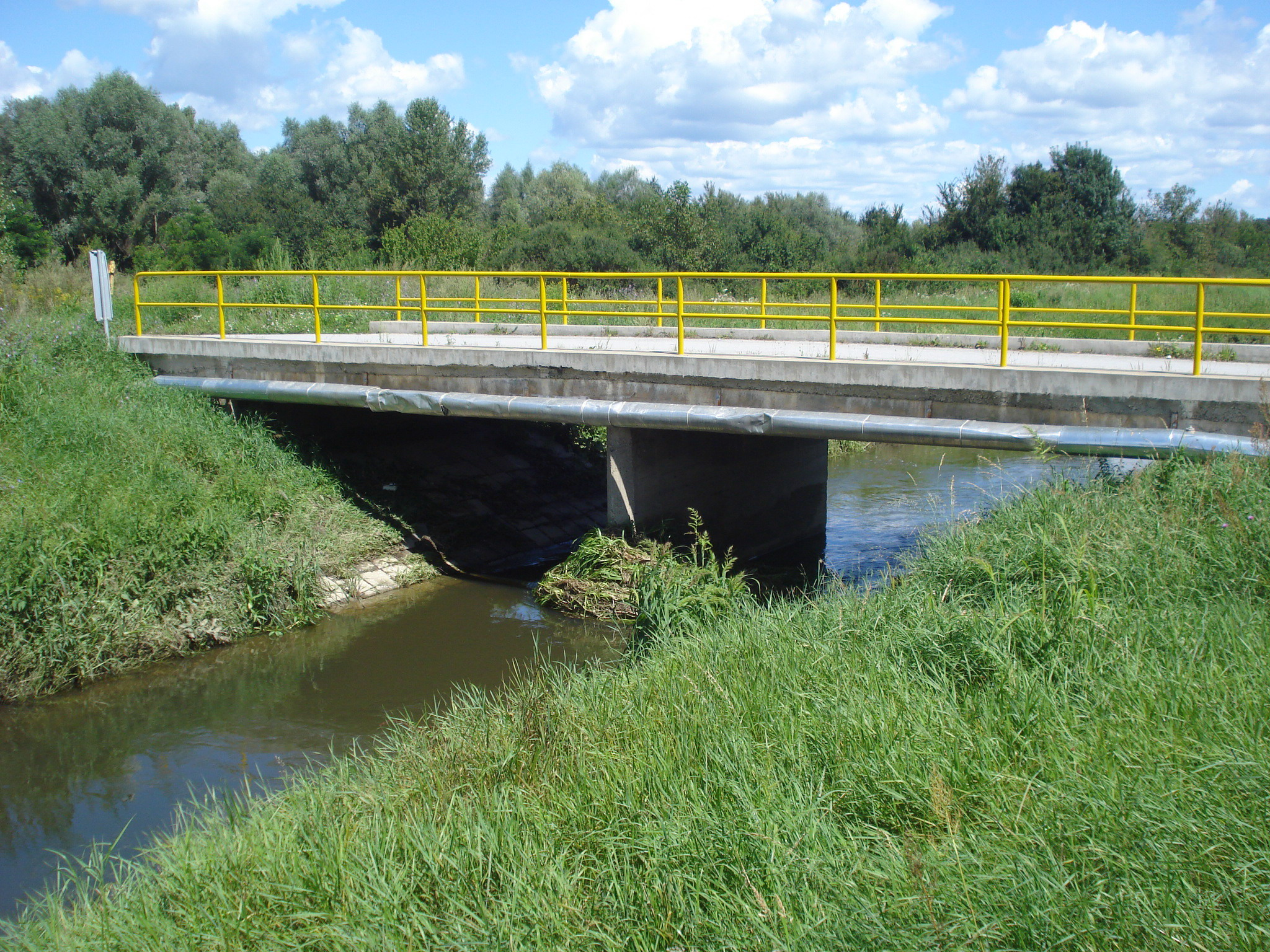
Die Brücke über die Trnava bei Držimurec
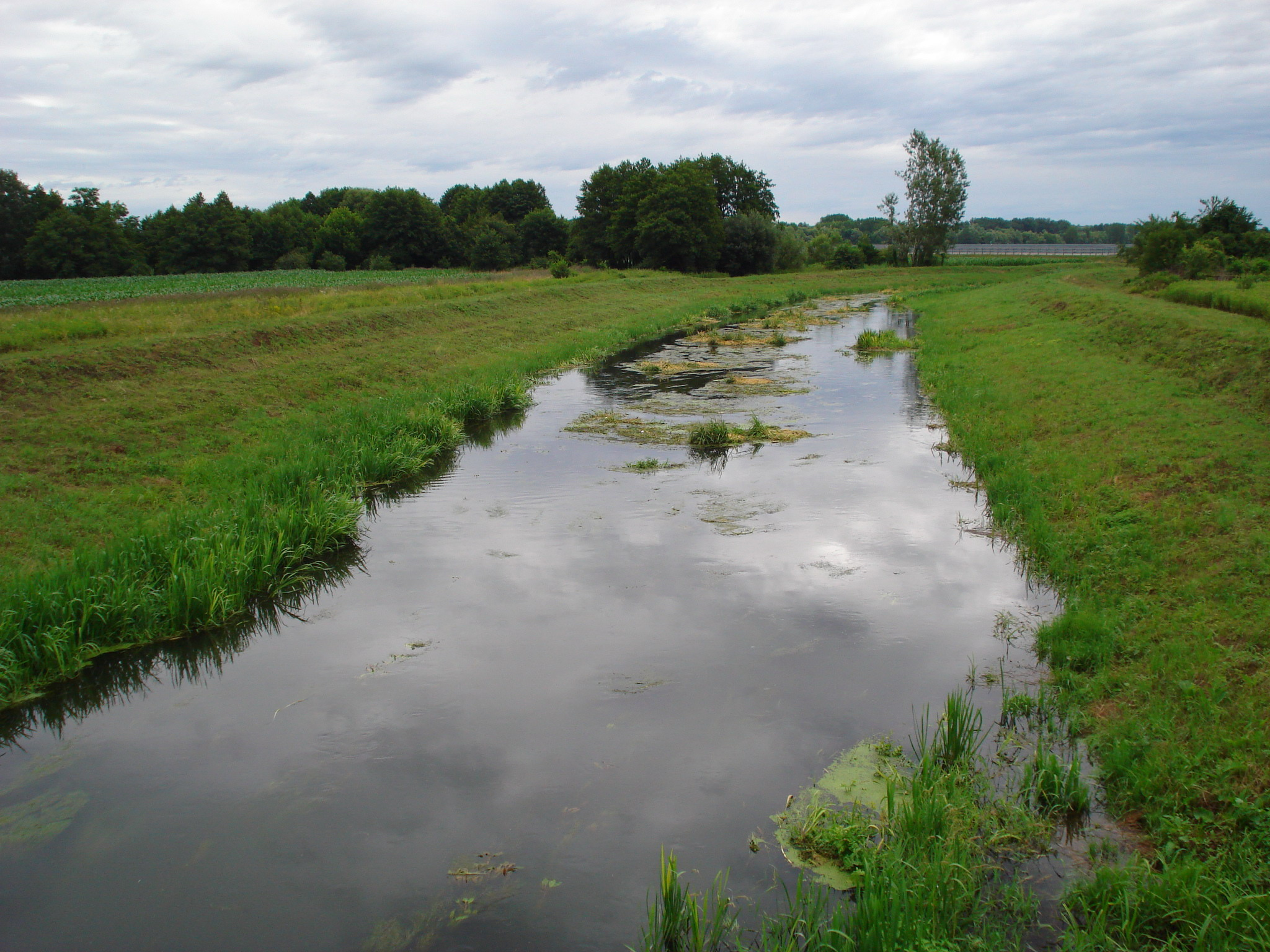
Der Untere Flusslauf der Trnava bei Goričan
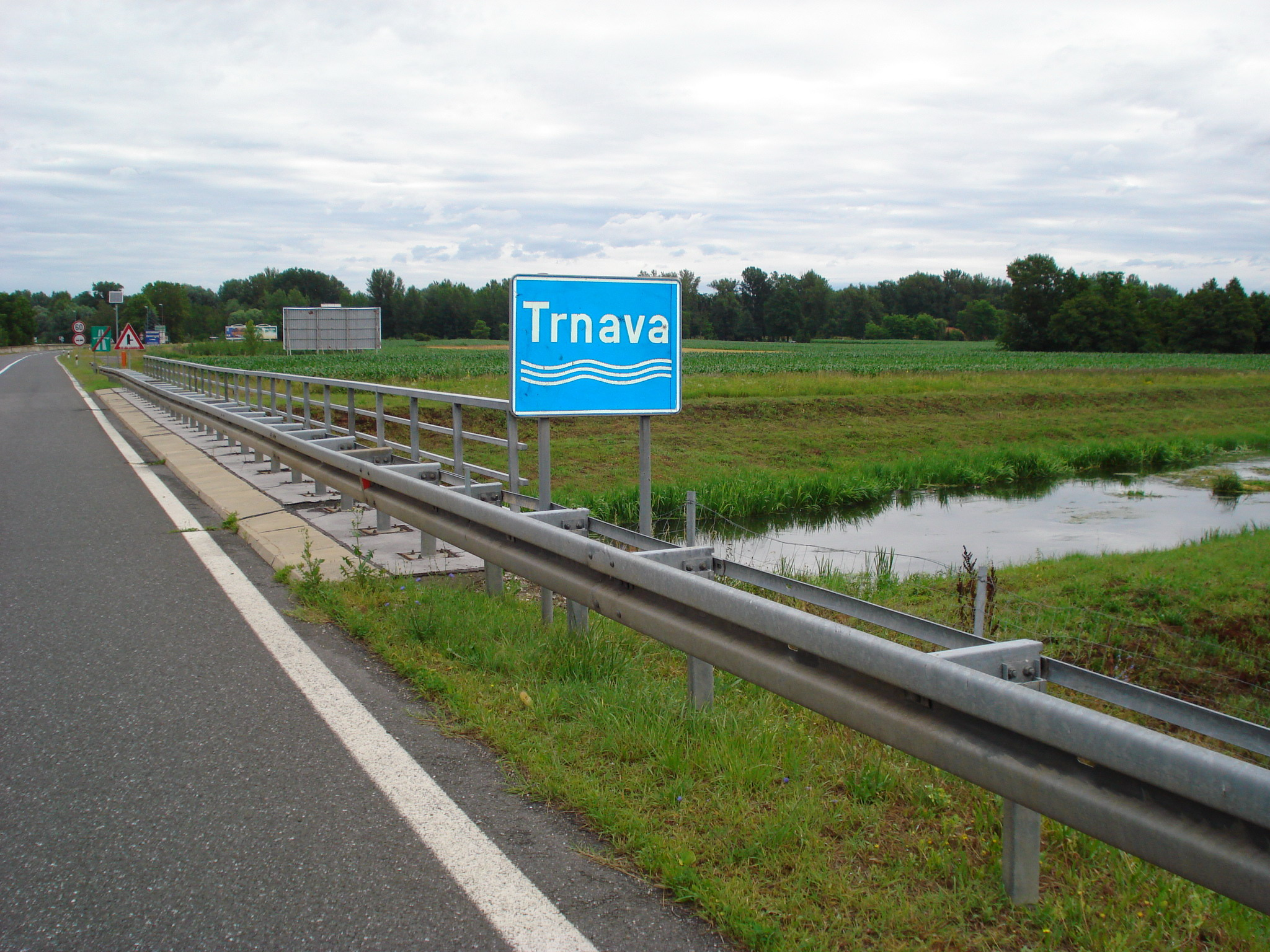
Die Brücke nahe dem Grenzübergang Goričan